# Championnat de Roumanie de football 1962-1963
Navigation
Saison précédente Saison suivante
La saison 1962-1963 du Championnat de Roumanie de football était la 45e édition de la première division roumaine. Le championnat rassemble les 15 meilleures équipes du pays au sein d'une poule unique, où chaque club rencontre tous ses adversaires deux fois, à domicile et à l'extérieur.
C'est le club du Dinamo Bucarest, champion en titre, qui termine de nouveau en tête du championnat et qui remporte le 3e titre de champion de Roumanie de son histoire.

## Les 15 clubs participants
| - Dinamo Bucarest - Dinamo Bacău - FC Petrolul Ploiești - Steaua Bucarest - FC Progresul Bucarest - Steagul Roșu Orașul Stalin - Farul Constanța - Promu de Divizia B - Viitorul Bucarest - Accession directe en Divizia A | - UT Arad - CS Minerul Lupeni - Știința Cluj - FC Rapid Bucarest - Știința Timișoara - CSMS Iași - Promu de Divizia B - Crișana Oradea - Promu de Divizia B |

## Compétition

### Classement
Le classement est établi en utilisant le barème suivant :
- Victoire : 2 points
- Match nul : 1 point
- Défaite, forfait ou abandon : 0 point

| Rang | Équipe                     | Pts | J  | G  | N  | P  | Bp | Bc | Diff |
| ---- | -------------------------- | --- | -- | -- | -- | -- | -- | -- | ---- |
| 1    | Dinamo Bucarest (T)        | 37  | 27 | 14 | 9  | 4  | 46 | 25 | +21  |
| 2    | Steaua Bucarest            | 34  | 27 | 13 | 8  | 6  | 58 | 42 | +16  |
| 3    | Știința Timișoara          | 29  | 27 | 11 | 7  | 9  | 41 | 39 | +2   |
| 4    | Știința Cluj               | 29  | 27 | 11 | 7  | 9  | 42 | 44 | -2   |
| 5    | Farul Constanța (P)        | 28  | 27 | 12 | 4  | 11 | 48 | 38 | +10  |
| 6    | Steagul Roșu Orașul Stalin | 28  | 27 | 12 | 4  | 11 | 48 | 44 | +4   |
| 7    | FC Petrolul Ploiești (C)   | 27  | 27 | 10 | 7  | 10 | 46 | 30 | +16  |
| 8    | FC Rapid Bucarest          | 27  | 27 | 10 | 7  | 10 | 52 | 46 | +6   |
| 9    | Progresul Bucarest         | 27  | 27 | 10 | 7  | 10 | 45 | 49 | -4   |
| 10   | CSMS Iași (P)              | 26  | 27 | 8  | 10 | 9  | 44 | 53 | -9   |
| 11   | UT Arad                    | 25  | 27 | 10 | 5  | 12 | 47 | 49 | -2   |
| 12   | Dinamo Bacău               | 23  | 27 | 9  | 5  | 13 | 32 | 42 | -10  |
| 13   | Crișana Oradea (P)         | 23  | 27 | 9  | 5  | 13 | 34 | 47 | -13  |
| 14   | CS Minerul Lupeni          | 14  | 27 | 4  | 6  | 17 | 24 | 66 | -42  |
| 15   | Viitorul Bucarest          | 15  | 14 | 6  | 3  | 5  | 33 | 26 | +7   |

|  | Qualifié pour la Coupe des clubs champions 1963-1964  |
|  | Qualifié pour la Coupe des Coupes 1963-1964           |
|  | Qualifié pour la Coupe des villes de foires 1963-1964 |
|  | Relégation en Divizia B                               |

- Le Viitorul Bucarest est dissous et abandonne le championnat en cours de saison.

## Bilan de la saison
| Tableau d'Honneur                   |                      |
| Compétition                         | Vainqueur            |
| Championnat de Roumanie de football | Dinamo Bucarest      |
| Coupe de Roumanie de football       | FC Petrolul Ploiești |

| Qualifications européennes           |                            |
| Compétition                          | Qualifié                   |
| Coupe des clubs champions 1963-1964  | Dinamo Bucarest            |
| Coupe des Coupes 1963-1964           | FC Petrolul Ploiești       |
| Coupe des villes de foires 1963-1964 | Steagul Roșu Orașul Stalin |

| Promotions et relégations |                                                   |
| Promus en Divizia A       | Dinamo Pitești Siderurgistul Galați Crișul Oradea |
| Relégué en Divizia B      | Dinamo Bacău Crișana Oradea CS Minerul Lupeni     |